# Paulo Rangel
Paulo Artur dos Santos Castro de Campos Rangel (ur. 18 lutego 1968 w Vila Nova de Gaia) – portugalski prawnik i polityk, deputowany krajowy, poseł do Parlamentu Europejskiego VII, VIII i IX kadencji, od 2024 minister stanu i minister spraw zagranicznych.

## Życiorys
Ukończył studia prawnicze na Portugalskim Uniwersytecie Katolickim. Pracował jako wykładowca, podjął praktykę w zawodzie adwokata. W 2002 zasiadł we władzach stowarzyszenia handlowego w Porto. Został również członkiem zarządu stowarzyszenia „Amigos do Coliseu”. Dołączył do Partii Socjaldemokratycznej. Pełnił funkcję sekretarza stanu w ministerstwie sprawiedliwości (2004–2005). W 2005 został wybrany do Zgromadzenia Republiki X kadencji z okręgu Porto. Przewodniczył klubowi poselskiemu PSD (2008–2009).
W wyborach w 2009 uzyskał mandat posła do Parlamentu Europejskiego jako jeden z ośmiu przedstawicieli PSD. Został wiceprzewodniczącym grupy Europejskiej Partii Ludowej, a także członkiem Komisji Spraw Konstytucyjnych. W 2014 i 2019 z powodzeniem ubiegał się o europarlamentarną reelekcję.
W 2010 i 2021 bez powodzenia ubiegał się o przywództwo w PSD. Został natomiast wiceprzewodniczącym tej partii. W kwietniu 2024 objął stanowiska ministra stanu i ministra spraw zagranicznych w rządzie Luísa Montenegra. W 2025 ponownie uzyskał mandat posła do portugalskiego parlamentu. W czerwcu 2025 pozostał na dotychczasowych funkcjach rządowych w drugim gabinecie lidera PSD.

## Życie prywatne
Jest jawnym gejem.

## Wybrane publikacje
- Concertação, Programação e Direito do Ambiente, Coimbra 1994 (Coimbra Editora).
- Reserva de Jurisdição; Sentido Dogmático e Sentido Jurisprudencial, Porto 1997 (Universidade Católica Editora).
- Repensar o Poder Judicial, Porto 2001 (Publicações Universidade Católica).
- Guerras Surdas – Crónicas da Tensão Política, Coimbra 2005 (Tenacitas).
- O estado do Estado – Ensaios de Política Constitucional sobre Justiça e Democracia, Lizbona 2009 (D. Quixote).